# ドミノ (競走馬)
ドミノ（Domino、1891年 - 1897年）は、アメリカ合衆国の競走馬・種牡馬である。19世紀末のアメリカ競馬において活躍し、1マイル以下では圧倒的な強さを見せ、「The Black Whirlwind（黒い旋風）」と呼ばれた。

## 経歴
※特記がない限り、競走はすべてダートコース

### 出生
バラク・トマス少佐の持つヒラヴィラ牧場で、1891年に生まれたサラブレッドである。真っ黒に近い黒鹿毛の馬体で、後肢2本に白徴、そして額と鼻に小さな星（白斑）がついていた。
ドミノが生まれた翌年、トマスは馬産からの引退を考え、ドミノを含む1歳馬をタタソールズのイヤリングセールに出品した。オークショニアのウイリアム・イーストンは、兄弟姉妹がすでに活躍していたドミノを今回の目玉商品と捉え、当時すでに競馬界に名を馳せていたジェームズ・ロバート・キーンに売り込みを図った。当初ジェームズはドミノにあまり惹かれなかったものの、ジェームズの息子フォックスホール・パーカー・キーンは強く執着を示し、そのセリにおける最高価格の3000ドルで落札した。ドミノという馬名は舞踏会に使われるドミノマスクに由来しており、遊び人として知られたフォックスホールにちなんだものであった。
キーン親子はドミノを1歳の時点から育成しようと、シープスヘッドベイ競馬場のアルバート・クーパー調教師に預けて馴致を任せていた。1歳秋に乗り運動などを始めると、ドミノはとてつもないスピードを発揮し、調教師も手元の時計が狂っているのではないかと疑うようなタイムを計測した。しかしこのスピードが災いし、ドミノはデビュー前からずっと屈腱炎に悩まされた。その後、ドミノは獣医も兼ねるウィリアム・レークランド調教師のもとに転厩され、懸念のある前肢にはバンデージが常に巻かれるようになった。

### 2歳時（1893年）
ジェームズ名義で競走馬として登録されたドミノは、1893年5月22日のグレーヴセンド競馬場で行われた5ハロン（約1005メートル）の未勝利戦でデビューを迎えた。1番人気に選ばれていたドミノは、スタートで躓くものの、鞍上のフレッド・タラルが前に行かせると、楽々と後続を突き放して、6馬身差の圧勝を見せた。以後、ほとんどの競走でドミノの鞍上はタラルが担当した。
デビューから5日後にはグレートアメリカンステークス（5ハロン）に出走し、トレモントステークスの勝ち馬であるドビンスに4馬身差をつけて優勝、続くグレートエクリプスステークス（6ハロン・約1206メートル）では終始2馬身差をつけて楽勝した。4戦目となったグレートトライアルステークス（6ハロン）では鞍上がスナッパー・ガリスン騎手に乗り替わり、また斤量も125ポンド（約56.7キログラム）を課せられた。レースでは同厩舎のハイデラバードに半馬身差まで迫られつつも、余裕をもって追わずに勝利している。シカゴに遠征してのハイドパークステークス（6ハロン）では、強豪レイエルサンタアニタを4着に下して優勝し、またモンマス競馬場でのプロデュースステークス（6ハロン）でも楽々と逃げ切り勝ちを見せた。
8月29日に迎えたフューチュリティステークスは当時のアメリカ2歳路線では最大の競走であり、事前に積み立てられた登録料で総賞金を上乗せしてきた競走であるが、同年の登録は812頭にのぼり、総賞金も48,910ドル、1着賞金48,855ドルに達していた。この競走で、ドミノとドビンスは2歳馬ながら130ポンド（約59キログラム）の斤量を課せられている。20頭という大勢の出走のためか、発走までに34分もかかっていた。スタートの旗が振り下ろされるとドミノは軽快に飛び出したが、隣のハイデラバードが落馬してよれかかってきたため、ドミノはそれを避けて後ろに下がっていった。ドビンス、ポテンテート、ガリリーといった馬が先行する流れの中、鞍上のタラルは先行しないと勝てないと考えて、ドミノを強引に前に押し出させた。最後の直線でガリリーと並び掛け、ドビンスをゴール手前でアタマ差捉えると、結果ドミノは1着でゴール、2着にはガリリー、ドビンスはさらにアタマ差で3着となった。ドミノとタラルの健闘はファンの喝采を浴び、いつしかドミノには「The Black Whirlwind（黒い旋風）」というあだ名が付けられた。また、ドミノの収得賞金はこの時点で145,980ドルの大台に達していた。
フューチュリティの後、ドビンスの馬主であるリチャード・クローカーはドミノとドビンスの賞金1万ドルを賭けたマッチレースを提案し、キーンもそれに応じて2日後8月31日にフューチュリティと同条件、両者斤量118ポンド（約53.5キログラム）の競走を行うことになった。マッチレースではドミノが先行していたものの、後からドビンスが先に立つ展開となり、ゴール前で再びドミノが並び掛けると、ほぼ同時に入線した。結局、この競走は同着（デッドヒート）と判定され、賞金も馬券も元返しとなった。
2歳シーズンの最終戦はモリスパーク競馬場のメイトロンステークス（6ハロン）で、ドミノはこれを1分9秒00のアメリカ国内レコードで優勝、同年を9戦無敗で締めくくった。2歳シーズンで稼いだ賞金額は170,790ドルで、この記録は1931年にトップフライトが抜かれるまで2歳賞金王レコードとして長らく保持された。またこの賞金額によって、ドミノの父ヒムヤーは1893年のリーディングサイアーの座を獲得している。

### 3歳時（1894年）
3歳初戦は当時のアメリカ競馬の2000ギニー競走相当とされていたウィザーズステークス（8ハロン・約1609メートル）から始動し、ここで以降のライバルとなるベルモントステークス勝ち馬のヘンリーオブナヴァルと対面し、これをアタマ差で破った。次いでシカゴのアメリカンダービー（12ハロン・約2414メートル）に出走したが、鞍上のタラルは距離を考えて抑えながら走らせようとしたものの、ドミノは行きたがって消耗し、直線に入ってもまったく伸びずに9着と大敗、初の敗北を喫した。
初めての敗北後、フォックスホールはドミノに2ヶ月の休養を与えた。休養明けの初戦はシープスヘッドベイ競馬場でのフライングステークス（6ハロン）で、ここでは130ポンド（約59キログラム）の斤量を課せられたものの、ペースメーカーを3馬身突き放して1分10秒00の好タイムで快勝した。3日後のオーシャンハンデキャップ（8ハロン）も快勝したのち、4歳最強の古馬クリフォードとのマッチレース（8ハロン）が組まれるも、これを撃破している。その次のキュルヴァーステークス（6ハロン）も勝ち、短距離路線での地位を確たるものにしていた。
キュルヴァーステークスの後、ドミノは今度はヘンリーオブナヴァルとのマッチレースが組まれたが、グレーヴセンド競馬場9ハロン（約1810メートル）とドミノの得意距離から少し長い、一方のヘンリーオブナヴァルからしてもやや短いという絶妙な距離条件で行われた。1894年9月15日、グレーヴセンド競馬場には2万人の観衆が詰めかけた。レースはドミノが2馬身先行する形で始まり、4ハロンを過ぎた時点でヘンリーオブナヴァルが並び掛けていった。一度はヘンリーオブナヴァルが先頭に立ったが、直線に向いてドミノが抜き返し、さらにヘンリーオブナヴァルが追いかけた。2頭はほぼ同時に入線し、同着と判定された。
キーン陣営がこのマッチレースを再度行うことを提案すると、今度はクリフォードの陣営も参加を希望し、10月6日のモリスパーク9ハロンの条件で3頭による頂上決戦が行われることになった。レースでは最初ドミノが先行するが、バックストレッチでヘンリーオブナヴァルに捉えられるとそのままずるずると後退していく。結果、ヘンリーオブナヴァルがクリフォードに3/4馬身差をつけて優勝し、ドミノは10馬身も離された大敗を喫した。競走後、タラルはすぐにドミノから降り、手綱を引いて厩舎に戻っていった。ドミノの持病が再発を見せたのだった。

### 4歳時（1895年）
屈腱炎は依然あるものの、陣営は様子を見ながらドミノを今シーズンも現役続行させた。年内初戦はシープスヘッドベイ競馬場の6ハロン一般戦で快勝、サバーバンハンデキャップ（10ハロン・約2011メートル）では4着に敗れた。その3日後には一般ハンデ戦（5.5ハロン・約1105メートル）で1着、さらにコニーアイランドハンデキャップ（6ハロン）、シープスヘッドベイハンデキャップ（6ハロン）と連勝し、この距離帯では未だ無敗を保っていた。しかし、133ポンド（約60.3キログラム）を積まれたフォールハンデキャップ（6ハロン）では、24ポンド（約10.9キログラム）差の3歳牝馬ザバタフライズにアタマ差で敗れ、この距離で唯一の敗北を喫している。
その後、ヘンリーオブナヴァル・レイエルサンタアニタの2頭とで組まれた特別戦（コニーアイランド 8.5ハロン・約1709メートル）では、ヘンリーオブナヴァルにクビ差敗れて2着、シープスヘッドベイでの特別戦（シープスヘッドベイ 10ハロン）では歴々のライバルに先着されて5着に終わった。この競走を最後に、ドミノは競走生活を引退した。生涯獲得賞金は193,650ドルで、これは1920年にマンノウォーに破られるまで賞金レコードとなっていた。
後の1955年、アメリカ競馬名誉の殿堂博物館はその競走成績を称え、殿堂馬として選定した。

## 評価

### 主な勝鞍
※当時はグレード制未導入
1893年（2歳）　9戦9勝
グレートアメリカンステークス、グレートエクリプスステークス、グレートトライアルステークス、ハイドパークステークス、プロデュースステークス、フューチュリティステークス、ドビンスとのマッチレース（同着）、メイトロンステークス
1894年（3歳）　8戦6勝
ウィザーズステークス、フライングステークス、キュルヴァーステークス、オーシャンハンデキャップ、サードスペシャル
1895年（4歳）　8戦4勝
コニーアイランドハンデキャップ、シープスヘッドベイハンデキャップ

### 年度代表馬
- 1893年 - 年度代表馬（後年の選定）
- 1893年 - 最優秀2歳牡馬（後年の選定）

### 表彰
- 1955年 - アメリカ競馬名誉の殿堂博物館により、殿堂馬として選定される。

各評価の出典：

## 繁殖入り後
引退後、ドミノはレキシントンにあるキーン所有のキャッスルトンスタッドに送られたが、列車で輸送されている途中で体調を崩し、一度シンシナティで下車して落ち着かせてから新居に向かった。「イギリスの肌馬にアメリカのスピード血統牡馬」というキーン独自の配合理論に基づき、ドミノにもイギリス産牝馬が多数あてがわれた。
2年目の種付けシーズンを終えてしばらくのち、ドミノは全身に痺れをきたして倒れ、1897年7月29日に6歳でこの世を去った。死因は脊椎の髄膜炎であった。ドミノは生まれ故郷のヒラヴィラ牧場に埋葬され、その墓標には「Here lies the fleetest runner the American turf has ever known, and one of the gamest and most generous of horses.（アメリカ競馬史上最も速く、最も果敢で、最も高潔な馬がここに眠る）」と刻まれた。同地には母マニーグレイなども眠っている。

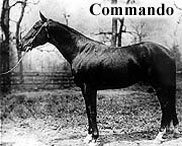
後継種牡馬として成功したコマンド

早世のほかにも、キーンの方針により種付けが自牧場内に制限されたこともあり、産駒は2世代20頭（うち1頭は登録前に死亡）しか遺さなかった。しかし、そのわずかな産駒から8頭がステークス競走勝ち馬となり、中にはイギリスオークスを制したキャップアンドベルズ、ベルモントステークスを制したコマンドのような英米の大競走勝ち馬も含まれた。
頭数が少ない上に去勢された牡馬も多く、後継種牡馬が非常に少ないものの、その中からコマンドはドミノの後継種牡馬として大いに活躍、強靭な父系を築き上げた。コマンド自身も早世してしまうが、その後継種牡馬ピーターパンの血統が20世紀前半のアメリカで大いに活躍した。またピーターパンの系譜が途絶した後も、コリンから伸びた傍系が21世紀までドミノの父系を存続させており、この一連の系譜はしばしば「ドミノ系」と称されている。

### 全産駒20頭
| 生年 | 馬名                                | 性 | 毛色 | 母(母父)                               | 戦績・繁殖成績 |
| ---- | ----------------------------------- | -- | ---- | -------------------------------------- | --- |
| 1897 | Disguise ディスガイズ               | 牡 | 青鹿 | Bonnie Gal (Galopin)                   | 8戦3勝 イギリスで競走生活を送る。 ジョッキークラブステークスで三冠馬ダイヤモンドジュビリーを撃破。                                                                    |
| 1897 | Doublet ダブレット                  | 騸 | 栗   | Lucy Wallace (War Dance or Ballinkeel) | ステークス勝ち馬 |
| 1897 | Pink Domino ピンクドミノ            | 牝 | 鹿   | Belle Rose (Beaudesert)                | 勝ち上がり 繁殖牝馬としてSweep（ベルモントSなど）などを出す。 |
| 1897 | Runaway Girl ランナウェイガール     | 牝 | 栗   | Fair Vision (Touchet)                  | ステークス勝ち馬 アプセットの2代母。 |
| 1897 | Unmasked アンマスクド               | 騸 | 青鹿 | Mere Hill (Macgregor)                  | 勝ち上がり |
| 1897 | （無名）                            | 牡 | 鹿   | Ella T. (War Dance)                    | 競走馬登録前に死亡 （おそらく1歳頃） |
| 1898 | Cap and Bells キャップアンドベルズ  | 牝 | 青鹿 | Ben-My-Chree (Galopin)                 | 4戦3勝 イギリスで競走生活を送る。 イギリスオークス優勝。北米産馬による初のイギリスオークス制覇。                                                                      |
| 1898 | Climax クライマックス               | 牝 | 青鹿 | Orchis (Bend Or)                       | 未出走 繁殖牝馬 |
| 1898 | Commando コマンド                   | 牡 | 鹿   | Emma C. (Darebin)                      | 9戦7勝 ベルモントステークス優勝。 種牡馬入り後、父と同じく夭折、産駒数わずか25頭でアメリカ首位種牡馬となる。                                                          |
| 1898 | Costume コスチューム                | 牝 | 鹿   | Miss Tilly (The Miser)                 | 未勝利 繁殖牝馬 |
| 1898 | Dominoes ドミノーズ                 | 牝 | 栗   | Editha (Master Kildare)                | 未出走 繁殖牝馬としてDominant（米ホープフルSなど）などを出す |
| 1898 | Double Six ダブルシックス           | 牝 | 鹿   | Gloaming (Sir Modred)                  | 勝ち上がり 繁殖牝馬 |
| 1898 | Gingham ギンガム                    | 牝 | 栗   | Calico (Hampton)                       | 未勝利 繁殖牝馬 |
| 1898 | Kimbarley キンバリー                | 騸 | 栗   | Elsie (See-Saw)                        | 勝ち上がり |
| 1898 | Mardi Gras マルディグラ             | 騸 | 栗   | Paradox (Rayon d' Or)                  | 勝ち上がり イギリスで競走生活を送る。 |
| 1898 | Noonday ヌーンデイ                  | 牝 | 栗   | Sundown (Springfield)                  | ステークス勝ち馬 繁殖牝馬として、5頭のステークス勝ち馬を輩出する。 |
| 1898 | Olympian オリンピアン               | 牡 | 栗   | Belle of Maywood (Hunter's Lexington)  | ステークスで入着 2歳時にアメリカ、3歳時にイギリスで競走。 種牡馬としてフランスに送られるが、第一次世界大戦の戦火で死亡。                                              |
| 1898 | Running Stream ランニングストリーム | 牝 | 栗   | Dancing Water (Isonomy)                | ステークス勝ち馬 イギリスで競走生活を送る。 ジュライカップ優勝。 繁殖牝馬としてPebbles（米ホープフルSなど）、Ultimus（種牡馬）などを出す。 1913年に厩舎の火災で死亡。 |
| 1898 | Spry スプライ                       | 牝 | 鹿   | Dart Maiden (St. Gatien)               | 勝ち上がり 繁殖牝馬。アルゼンチンに売却。 |
| 1898 | The Regent ザリージェント           | 騸 | 鹿   | Royal Gem (Napsbury)                   | 勝ち上がり |

産駒一覧の出典：

## 血統表
| ドミノ (Domino)の血統    | ドミノ (Domino)の血統                                                | ドミノ (Domino)の血統                                                | （血統表の出典）                                                     | （血統表の出典） |
| 父系                     | ヒムヤー系                                                           | ヒムヤー系                                                           | ヒムヤー系                                                           | [ § 2 ]          |
| 父 Himyar 1869 鹿毛      | 父の父Alarm 1869 鹿毛                                                | Eclipse II                                                           | Orlando                                                              | Orlando          |
| 父 Himyar 1869 鹿毛      | 父の父Alarm 1869 鹿毛                                                | Eclipse II                                                           | Gaze                                                                 |                  |
| 父 Himyar 1869 鹿毛      | 父の父Alarm 1869 鹿毛                                                | Maud                                                                 | Stockwell                                                            | Stockwell        |
| 父 Himyar 1869 鹿毛      | 父の父Alarm 1869 鹿毛                                                | Maud                                                                 | Countess of Albemarle                                                |                  |
| 父 Himyar 1869 鹿毛      | 父の母Hira 1864 栗毛                                                 | Lexington                                                            | Boston                                                               | Boston           |
| 父 Himyar 1869 鹿毛      | 父の母Hira 1864 栗毛                                                 | Lexington                                                            | Alice Carneal                                                        |                  |
| 父 Himyar 1869 鹿毛      | 父の母Hira 1864 栗毛                                                 | Hegira                                                               | Ambassador                                                           | Ambassador       |
| 父 Himyar 1869 鹿毛      | 父の母Hira 1864 栗毛                                                 | Hegira                                                               | Flight                                                               |                  |
| 母 Mannie Gray 1874 青毛 | 母の父Enquirer 1867 鹿毛                                             | Leamington                                                           | Faugh-A-Ballagh                                                      | Faugh-A-Ballagh  |
| 母 Mannie Gray 1874 青毛 | 母の父Enquirer 1867 鹿毛                                             | Leamington                                                           | Pantaloon Mare                                                       |                  |
| 母 Mannie Gray 1874 青毛 | 母の父Enquirer 1867 鹿毛                                             | Lida                                                                 | Lexington                                                            | Lexington        |
| 母 Mannie Gray 1874 青毛 | 母の父Enquirer 1867 鹿毛                                             | Lida                                                                 | Lize                                                                 |                  |
| 母 Mannie Gray 1874 青毛 | 母の母Lizzie G. 1867 鹿毛                                            | War Dance                                                            | Lexington                                                            | Lexington        |
| 母 Mannie Gray 1874 青毛 | 母の母Lizzie G. 1867 鹿毛                                            | War Dance                                                            | Reel                                                                 |                  |
| 母 Mannie Gray 1874 青毛 | 母の母Lizzie G. 1867 鹿毛                                            | Lecompte Mare                                                        | Lecomte                                                              | Lecomte          |
| 母 Mannie Gray 1874 青毛 | 母の母Lizzie G. 1867 鹿毛                                            | Lecompte Mare                                                        | Edith                                                                |                  |
| 母系(F-No.)              | (FN:23-b)                                                            | (FN:23-b)                                                            | (FN:23-b)                                                            | [ § 3 ]          |
| 5代内の近親交配          | Lexington3×4・4=25.00%、Boston4×5・5・5=15.62%、Reel4×5=9.38% (母内) | Lexington3×4・4=25.00%、Boston4×5・5・5=15.62%、Reel4×5=9.38% (母内) | Lexington3×4・4=25.00%、Boston4×5・5・5=15.62%、Reel4×5=9.38% (母内) | [ § 4 ]          |
| 出典                     | 1. 2. 3. 4.                                                          | 1. 2. 3. 4.                                                          | 1. 2. 3. 4.                                                          | 1. 2. 3. 4.      |

母マニーグレイは3歳時に1勝を挙げただけの馬で、トマスがヒラヴィラ牧場の前身であるディキシアナファームを開設した折に、騎兵隊時代の上官であったエイブラハム・バフォードから150ドルで購入した繁殖牝馬であった。マニーグレイは繁殖牝馬として大成功し、第9仔のドミノ以前にもテンストライク（初仔、テネシーダービー優勝）やバンダラ（第3仔、レディーズハンデキャップ優勝）、レディリール（第5仔、ビーコンステークス優勝）、フリーメイソン（第8仔、バートウステークス優勝）などを輩出しており、ドミノの全姉で第7仔のコレクションもまた多数のステークス勝ちを収めていた。
父ヒムヤーはトマス所有の元で競走生活を送り、1878年のケンタッキーダービーで2着に食い込んだなどの実績を持つ馬であった。ヒラヴィラ牧場は、このヒムヤーの母であるヒラにちなんで名付けられたものであった。引退後ディキシアナファームで種牡馬となったが、種牡馬入り当初はキングバン・フェロークラフトといった同牧場の看板種牡馬の陰に隠れて不遇をかこっていた。1890年にキングバンが没し、フェロークラフトが売却されると、ヒムヤーはディキシアナのメインの種牡馬として活躍するようになった。